# Franky Costanza
Pour les articles homonymes, voir Costanza.
Franky Constanza,  de son vrai nom Frank Constanza (né le 22 juillet 1980 à Marseille), est un batteur de metal français, membre du groupe Blazing War Machine.

## Biographie
Il commence la batterie dès l'âge de 13 ans, puis s'y adonne plus sérieusement à l'âge de 17 ans. Il joue alors dans plusieurs groupes locaux (à Marseille et dans les environs) avant de rejoindre Dagoba.
Il évolue également dans un groupe de black metal industriel, Blazing War Machine, qu'il a créé avec Izakar, ex-guitariste de Dagoba. 
Il a créé sa propre marque de vêtements et accessoires.
Il adopte un jeu de batterie très rapide et technique, notamment sur Post Mortem Nihil Est, le cinquième album de Dagoba ainsi qu'avec son autre groupe, Blazing War Machine.
Le 25 mai 2016 un communiqué annonce son départ (ainsi que celui d'Yves Terzibachian) de Dagoba.
Il est remplacé par Nicolas Bastos.
En 2017, il rejoint Les Tambours du Bronx pour une série de concerts programmés en 2018. Puis il rejoint début 2023 le groupe Blackrain.

## Discographie

### AvecDagoba

#### EP
- 1999 : Time To Go Demo
- 2000 : Time To Go Demo (version 2000)
- 2001 : Release the Fury